# Garpkölen
Garpkölen är landskapet Hälsinglands högsta berg med 671 meter över havet. Höjden är belägen i Ängersjö socken i den nordvästligaste delen av landskapet, nära Voxnans källsjöar vid gränsen till Dalarna och Härjedalen. Området ligger i Härjedalens kommun och Jämtlands län. Dock ligger södra partierna av Garpkölenhöjderna och naturreservatet Garpkölens naturreservat i Los socken i Ljusdals kommun, Gävleborgs län.